# Bien de primera necesidad
En economía, un bien de primera necesidad o bien necesario es un tipo de bien normal. Al igual que cualquier bien normal, la demanda del mismo se incrementa con el nivel de renta. Pero el incremento de demanda para un bien necesario es menos que proporcional con el aumento de renta, por lo que la proporción del gasto de estos bienes cae a medida que el ingreso aumenta. Esta observación referida a los alimentos se conoce como ley de Engel. La elasticidad respecto a la renta de un bien necesario está por tanto entre 0 y 1.
Desde un punto de vista de la función se asume que los bienes necesarios se corresponden con bienes sin los cuales no es posible vivir o llevar a cabo una determinada actividad y por tanto su consumo no decae ni en tiempos de crisis, se ha comprobado que los alimentos, la electricidad, el agua o el gas, son bienes necesarios (en el sentido económico).
Cuanto más necesario es un bien, menor elasticidad precio tendrá, debido a que los consumidores tratarán de comprarlo con poca sensibilidad al precio.
La mayor parte de los bienes necesarios son provistos mediante infraestructuras públicas. Las acciones de compañías privadas asociadas a bienes necesarios se conocen como acciones defensivas. Las acciones defensivas proporcionan dividendos constantes y estables con independencia del estado general de los mercados.